# Frederick F. C. Curtis
Frederick Francis Charles Curtis (* 9. August 1903; † 16. Juni 1975) war ein deutsch-britischer Architekt.

## Leben
Curtis wurde am 9. August 1903 in Frankfurt am Main geboren. Von 1922 bis 1927 studierte Curtis an der Technischen Hochschule Darmstadt, wo sein Vater Francis Curtis als Dozent für englische Sprache tätig war. Anschließend wirkte er von 1927 bis 1933 an derselben Hochschule als Assistent und Privatdozent.
Nach der Machtübernahme durch die Nationalsozialisten im Frühjahr 1933 ging Curtis nach Großbritannien. Dort arbeitete er zunächst mit Charles Holden zusammen. Anschließend unterrichtete er von 1936 bis 1942 als Dozent an der Liverpool School of Architecture.
Ende der 1930er Jahre geriet Curtis ins Visier der Polizeiorgane des nationalsozialistischen Deutschlands, die ihn als wichtige Zielperson einstuften: Im Frühjahr 1940 setzte das Reichssicherheitshauptamt in Berlin ihn auf die Sonderfahndungsliste G.B., ein Verzeichnis von Personen, die im Falle einer erfolgreichen deutschen Invasion Großbritanniens durch die Sonderkommandos der SS-Einsatzgruppen mit besonderer Priorität ausfindig gemacht und verhaftet werden sollten.
Von 1942 bis 1945 gehörte Curtis der britischen Armee als Angehöriger der Royal Engineers in ihrem Hauptquartier in Delhi an. 1945 erhielt er den Rang eines Majors.
Nach dem Zweiten Weltkrieg stand Curtis im Dienst der Great Western Railway um dann – nach deren Verstaatlichung – als Chefarchitekt der British Railways zu arbeiten. Während dieser Zeit war er für die Errichtung zahlreicher Eisenbahnbauten verantwortlich, die er im Auftrag der Railway Executive, der British Transport Commission und des British Railways Board ausführte. So war er für die Konzeption des Gebäudes der Hanger Lane Station, die im Rahmen der 1947 begonnenen westlichen Erweiterung der Central Line der britischen Eisenbahn, errichtet wurde, und des Maschinenbau-Werksmuseums des Technischen Zentrums der British Railway in Derby zuständig. 1968 ging er in den Ruhestand.
Curtis war verheiratet mit Hertha († 1972), mit der er drei Töchter hatte.